# McCool Junction
McCool Junction es una villa ubicada en el condado de York en el estado estadounidense de Nebraska. En el Censo de 2010 tenía una población de 409 habitantes y una densidad poblacional de 335,28 personas por km².

## Geografía
McCool Junction se encuentra ubicada en las coordenadas 40°44′38″N 97°36′3″O / 40.74389, -97.60083. Según la Oficina del Censo de los Estados Unidos, McCool Junction tiene una superficie total de 1.22 km², de la cual 1.21 km² corresponden a tierra firme y (0.85%) 0.01 km² es agua.

## Demografía
Según el censo de 2010, había 409 personas residiendo en McCool Junction. La densidad de población era de 335,28 hab./km². De los 409 habitantes, McCool Junction estaba compuesto por el 96.09% blancos, el 0.98% eran afroamericanos, el 0.73% eran amerindios, el 0% eran asiáticos, el 0.73% eran isleños del Pacífico, el 1.22% eran de otras razas y el 0.24% pertenecían a dos o más razas. Del total de la población el 2.93% eran hispanos o latinos de cualquier raza.